# Köneürgenç
Köneürgenç (Kunia-Urgencz) – miasto w północnym Turkmenistanie, w wilajecie daszoguskim, w delcie Amu-darii, siedziba etrapu. W 2022 roku liczyło ok. 37,2 tys. mieszkańców.
Jest miejscem, gdzie znajdują się nieodkryte ruiny stolicy Chorezmu, starożytnego miasta Urgencz z XII w. Od 2005 roku ruiny Kunia-Urgencz są chronione przez UNESCO i wpisane na Listę światowego dziedzictwa UNESCO. W mieście rozwinął się przemysł włókienniczy, dywanowy oraz spożywczy.
Niegdyś położony nad rzeką Amu-daria, Köneürgenç był jednym z największych miast na Jedwabnym Szlaku. Data jego powstania jest nieznana, ale istniejące ruiny twierdzy Kyrkmolla wskazują na okres panowania dynastii Achemenidów.
XII i początek XIII stulecia określa się „złotym wiekiem Urgenczu”, ponieważ przewyższał pod względem ludności i sławy wszystkie inne miasta Azji Środkowej, z wyjątkiem Buchary. W 1221 roku miasto zostało zrównane z ziemią przez Czyngis-chana, w jednej z najbardziej krwawych masakr w ludzkiej historii.
Miasto zostało ponownie odbudowane po ataku Czyngis-chana, jednak zmiana biegu rzeki Amu-Daria na północ i ponowne zniszczenie miasta, tym razem przez Timura, spowodowały opuszczenie terenu przez żyjących mieszkańców, na zawsze. Nowe miasto Urgencz wybudowano na południowym wschodzie, w dzisiejszym Uzbekistanie. Pierwsze badania archeologiczne na miejscu starego miasta zostały przeprowadzone przez Aleksandra Jakubowskiego w 1929.
Większość zabytków jest całkowicie lub częściowo zrujnowana. Obecnie znajdują się tam trzy małe mauzolea z XII w. i bardziej znane z XIV w. mauzoleum Turabek-Chanum, które zostało odrestaurowane w latach 90. ub. wieku.
Najbardziej niesamowitym istniejącym obiektem Köneürgenç jest wybudowany w początkach XI w. minaret Temüra Kutługa, który ma 62 m wysokości. Do jego budowy wykorzystano wysokie cegły, wcześniej aniżeli użyto takich do budowy minaretu w Dżam. Warto też wspomnieć o mauzoleum Il Arslan – najstarszym istniejącym zabytku: stożkowej kopule z 12 fasetami, osłaniającej grób dziadka Mohammeda II, Il-Arslana, którzy zginęli w 1172 roku.